# フレウディス・ノバ
フレウディス・ノバ（Freudis Nova, 2000年1月12日 - ）は、ドミニカ共和国アスア州アスア出身のプロ野球選手（内野手）。右投右打。MLBのヒューストン・アストロズ傘下所属。

## 経歴
2016年にアマチュア・フリーエージェントでヒューストン・アストロズと契約してプロ入り。
2017年、傘下のルーキー級ドミニカン・サマーリーグ・アストロズでプロデビュー。47試合に出場して打率.247、4本塁打、16打点、8盗塁を記録した。
2018年はルーキー級ガルフ・コーストリーグ・アストロズでプレーし、41試合に出場して打率.308、6本塁打、28打点、9盗塁を記録した。
2019年はA級クアッドシティーズ・リバーバンディッツでプレーし、75試合に出場して打率.259、3本塁打、29打点、10盗塁を記録した。
2020年オフの11月20日にルール・ファイブ・ドラフトでの流出を防ぐために40人枠入りした。
2021年はA+級アッシュビル・ツーリスツでプレーし、73試合に出場して打率.224、4本塁打、19打点、9盗塁を記録した。オフの11月19日にマイナー契約でAAA級シュガーランド・スペースカウボーイズへ配属された。

## プレースタイル
ハンリー・ラミレスとも比較される身体能力先行型の遊撃手である。将来的には20本塁打20盗塁も可能とも言われるが、2021年シーズン開幕前時点では肩の評価が最も高かった。